# Chilodes umbrivaga
Chilodes umbrivaga är en fjärilsart som beskrevs av Krulikovski 1907. Chilodes umbrivaga ingår i släktet Chilodes och familjen nattflyn. Inga underarter finns listade i Catalogue of Life.